# Хабибуллина, Наталья Алексеевна
Наталья Алексеевна Хабибуллина (род. 18 декабря 2004, Ижевск) — российская фигуристка, выступающая в парном катании. Со своим партнёром Ильёй Княжуком — бронзовый призёр чемпионата России 2025, серебряный призёр финала Кубка России (2025), победитель и призёр этапов международного Гран-при среди юниоров, победитель первенства России среди юниоров (2022). Мастер спорта России (2022).

## Биография
Начала заниматься фигурным катанием в Ижевске, в группе тренера Натальи Антипиной. В 2016 году стала тренироваться в Москве под руководством Этери Тутберидзе.
В сезоне 2018—2019 начала заниматься парным катанием с Иваном Бальченко. Спортсмены участвовали в международном турнире «Ice Star 2018» в Минске, где в юниорском разряде заняли 2 место; также приняли участие в этапах Кубка России среди кандидатов в мастера спорта.
В 2019 году Хабибуллина встала в пару с Ильёй Княжуком. Следующие два года пара не проявляла себя на высоком уровне из-за травм. На прошедшем в Красноярске первенстве России среди юниоров Хабибуллина и Княжук стали 8-ми.

### Сезон 2021—2022
Сезон 2021—2022 Хабибуллина и Княжук начали с участия в этапе серии юниорского Гран-при в Красноярске, где заняли 2 место, уступив Екатерине Чикмарёвой и Матвею Янченкову. Позже участвовали в этапе юниорского Гран-при в Линце, где с результатом 188,84 балла выиграли турнир. Спортсмены отобрались в финал серии, который позже был отменён из-за пандемии COVID-19. В том же сезоне выступили на взрослом этапе Кубка России в Сочи, где набрали 204,83 балла и заняли 2 место; также с результатом 200,58 балла стали победителями юниорского этапа Кубка России в Казани, где в произвольной программе сделали каскад из тройного лутца, ойлера и тройного сальхова.
В декабре 2021 года участвовали в чемпионате России. После короткой программы шли на 8 месте, имея 71,35 балла. В произвольной программе стали девятыми, но по сумме смогли подняться на 7 место с суммой 195,86. В январе 2022 стали победителями первенства России среди юниоров, набрав 201,82 балла. Спустя месяц выиграли финал Кубка России в соревнованиях юниоров.

### Сезон 2022—2023
Хабибуллина и Княжук начали сезон с участия в 1-м этапе Гран-при России в Москве. После короткой программы с 77,87 балла занимали промежуточное 2 место. За произвольную программу набрали 146,60 балла и 224,47 по сумме, тем самым опередив Евгению Тарасову и Владимира Морозова и заняв 1 место. На 4 этапе, состоявшемся также в Москве, пара заняла второе место в обеих программах, в итоге заняв 2-е место с суммой 214,49.
В декабре 2022 приняли участие в чемпионате России. Заявили самый сложный прыжковый контент, но допустили ряд ошибок и заняли 6 место, набрав 209,53 балла. Вышли в финал Гран-при России, где заняли 4 место с результатом 217,48.

### Сезон 2023—2024
Перед началом сезона 2023—2024 Хабибуллина и Княжук вошли в основной состав сборной России.
На 2 этапе российского Гран-при, прошедшем в Омске, спортсмены набрали 221,67 балла и заняли 2 место, несмотря на сложную подготовку, вызванную болезнью Натальи. На 6 этапе, состоявшемся в Москве, паре также удалось занять 2 место с результатом 220,32 балла.
Приняли участие в чемпионате России 2024. В короткой программе шли на промежуточном 6 месте с 73,82 балла. В произвольной программе набрали 141,87 и в итоговом результате поднялись на 4 место с суммой 215,69.

## Спортивные результаты
С Ильёй Княжуком
| Соревнование                       | 20/21        | 21/22        | 22/23        | 23/24        | 24/25        |
| Национальные                       | Национальные | Национальные | Национальные | Национальные | Национальные |
| ---------------------------------- | ------------ | ------------ | ------------ | ------------ | ------------ |
| Чемпионат России                   |              | 7            | 6            | 4            | 3            |
| Первенство России среди юниоров    | 8            | 1            |              |              |              |
| Финал Кубка России                 | 6 юн.        | 1 юн.        | 4            | 4            | 2            |
| Этапы Кубка России. I этап         |              |              | 1            |              |              |
| Этапы Кубка России. II этап        |              |              |              | 2            |              |
| Этапы Кубка России. III этап       |              | 2            |              |              |              |
| Этапы Кубка России. IV этап        | 1 юн.        |              | 2            |              |              |
| Этапы Кубка России. VI этап        |              |              |              | 2            |              |
| Международные среди юниоров        |              |              |              |              |              |
| Финал юниорского Гран-при          |              | C            |              |              |              |
| Этапы юниорского Гран-при. Россия  |              | 2            |              |              |              |
| Этапы юниорского Гран-при. Австрия |              | 1            |              |              |              |

С Иваном Бальченко
| Соревнование                | 18/19                       |
| Международные среди юниоров | Международные среди юниоров |
| --------------------------- | --------------------------- |
| Ice Star                    | 2                           |

## Программы
С Ильёй Княжуком
| Сезон     | Короткая программа                                                                                              | Произвольная программа | Показательные номера                                      |
| --------- | --- | --- | --------------------------------------------------------- |
| 2023—2024 | - Libertango Астор Пьяццолла в исполнении Айдара Гайнуллина хорегораф Илья Авербух                              | - Light of the Seven Рамин Джавади - Jenny of Oldstones Florence and the Machine из сериала «Игра престолов» хореограф Илья Авербух | - Someone like You Адель в исполнении Loni Lovato & Flood |
| 2022—2023 | - The Business of Love Domino - Hey! Pachuco! Royal Crown Revue из фильма «Маска» хореограф Екатерина Дмитриева | - Ave Maria Владимир Вавилов хореограф Екатерина Дмитриева                                                                          |                                                           |
| 2021—2022 | - The Business of Love Domino - Hey! Pachuco! Royal Crown Revue из фильма «Маска» хореограф Екатерина Дмитриева | - O Verona Крэйг Армстронг - Kissing You Крэйг Армстронг из фильма «Ромео + Джульетта» хореограф Екатерина Дмитриева                |                                                           |